# 海南色雷西蛤
海南色雷西蛤（学名：Thracia hainanensis），是笋螂目色雷西蛤科Thracia的一种。主要分布于中国大陆，常栖息在潮间带珊瑚砂中、右壳在上、平卧砂内。其种加词“hainanensis”意为“海南的”。